# Kronenschnitt

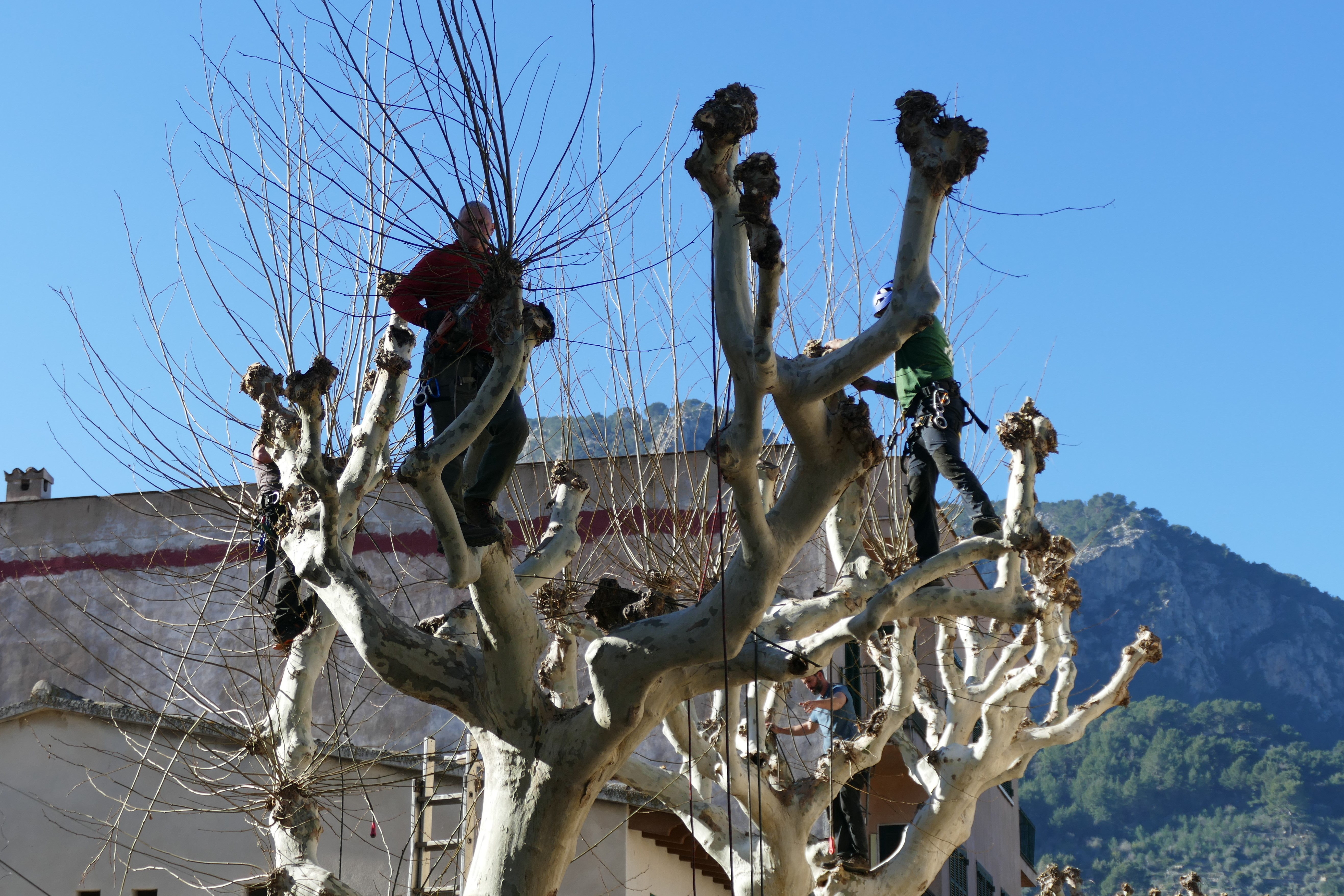
Kronenschnitt bei einer Platane in Sóller auf Mallorca

Der Kronenschnitt ist eine Schnittmaßnahme in der Krone von Bäumen. Diese ist entweder aufbauend (Erziehungsschnitt, Kronenpflege), indem sie den Baum darin unterstützt, eine stabile und gesunde Krone aufzubauen, oder sie wird vorsorglich oder aus Gründen der Verkehrssicherheit als Sicherungsmaßnahme durchgeführt (Kronenauslichtung, Kroneneinkürzung, Einkürzung von Kronenteilen, Kronensicherungsschnitt). Diese Schnittmaßnahmen sind in Regelwerken beschrieben (ZTV-Baumpflege). Bei der Ausführung ist zu beachten, dass z. B. Zeitpunkt der Maßnahme, Volumenverlust und Auswirkungen auf den Habitus des Baumes auch mit den entsprechenden Naturschutzgesetzen des Bundes und des jeweiligen Landes einhergehen (z. B. § 14 BNatSchG: Eingriff, § 39 Abs. 5 BNatSchG: Artenschutz).